# Характерник

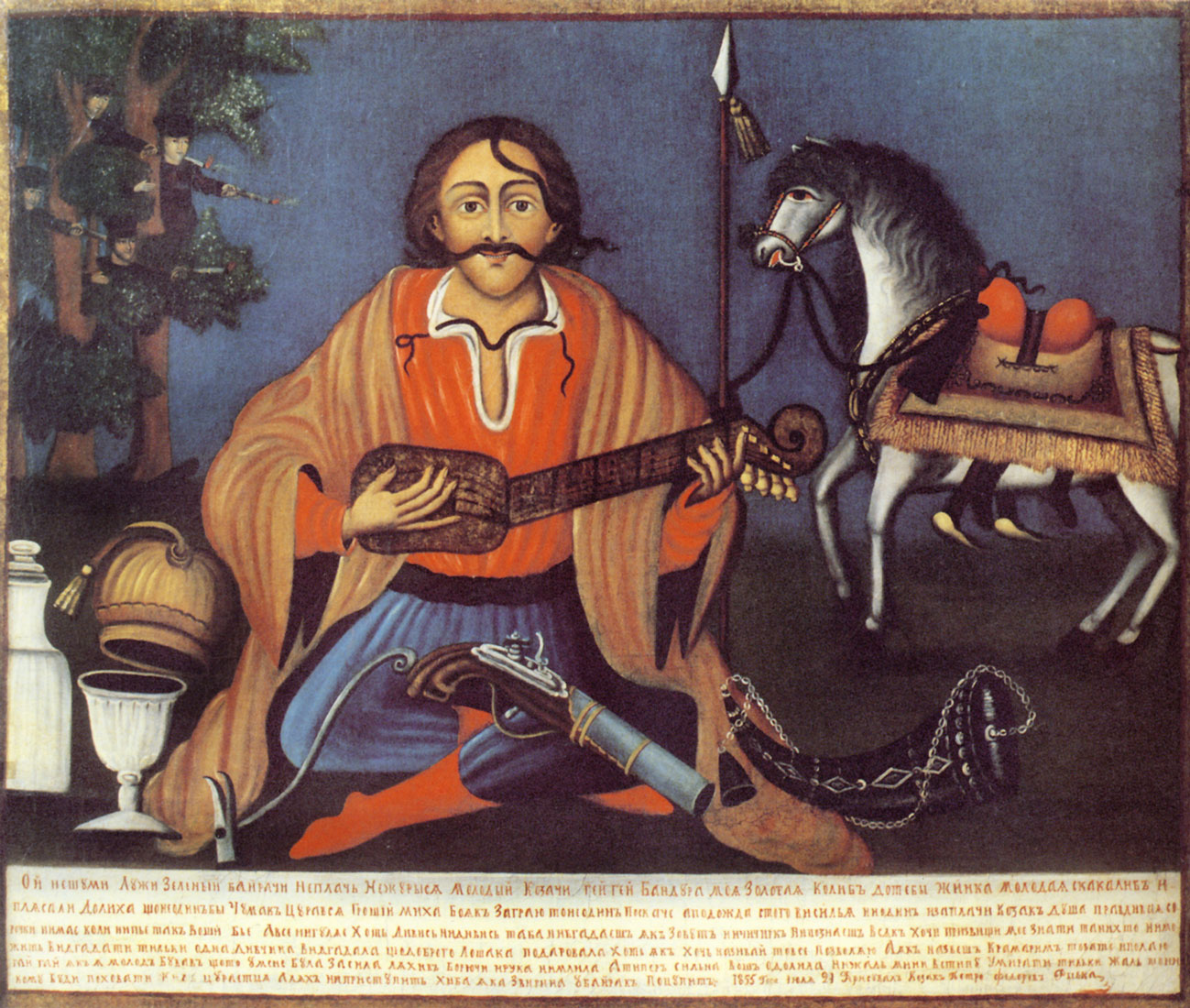
Казак Мамай — идеализированный персонифицированный образ мудреца, воина, странника, сказочника и характерника

Характе́рник (укр. характерник, химородник, галдовник, заморочник) — наименование ведуна, целителя, духовного наставника в Запорожской Сечи, который занимался не только ведовством или гаданием, но и лечением раненых казаков, их психологической и физической подготовкой, о чём говорят различные свидетельства очевидцев, украинских народных легенд и парафраз. Согласно преданиям, характерники обладали магическими способностями, которые использовали для нужд запорожских казаков. По преданию имеют положительный образ, который выражается в персонифицированной легендарной личности казака Мамая.

## История
Первые упоминания о существовании характерников среди запорожских казаков относятся к XV веку. О них писали русские и византийские источники. Польский публицист Бартош Папроцкий оставил упоминание о характерниках, которые якобы руками ловили (хватали) вражьи пули и бросали их обратно во врагов; при этом те, в кого попадали брошенные характерниками пули, умирали на месте; таких казаков характерников называли «хватами».
Самым известным характерником является Казак Мамай, который стал собирательным идеализированным образом странствующего сказочника-мудреца. В украинских парафразах и легендах характерниками были гетманы и кошевые атаманы. Самым известным характерником среди реально существовавших запорожских военачальников согласно преданию был Иван Серко, который за время своего атаманства с 1659 по 1680 год провёл от 65 до 244 сражений и ни разу не был побеждён. Казаки верили, что Иван Серко заранее знал, с кем и где надо воевать, чтобы победить, и во время сражения превращался в волка или ястреба, заклиная вражеское войско. Известно, что существовал фирман турецкого султана о молениях в мечетях за гибель Ивана Серко. Украинский писатель Адриан Кащенко писал о Иване Серко:

«Мог ли простой человек с небольшой кучкой товарищей самостоятельно, без чужой помощи отбиться от значительно превышающего и намного вооружённого турецкого или татарского войска и более 30 тысяч янычаров, как баранов, вырезать между сечевыми куренями? Кто же, как не характерник, смог бы ворваться с кучкой товарищей в Крым, в гнездо большой орды, разрушить его города, спасти невольников, согнанных туда со всех земель, и взять большую добычу».

Существует легенда, что, когда Иван Серко умер, перед похоронами казаки отрезали его правую руку и всегда возили её с собой в военные походы, чтобы она служила им в качестве талисмана. По другой легенде, казаки в течение пяти лет после смерти Ивана Серко не хоронили его тело, а возили с собой, потому что он и мёртвый наводил страх на врагов и помогал им побеждать.
В украинских народных сказаниях упоминается характерник Джерелевский, который «сам ковал ружья и умел заговаривать их, был известным стрелком и охотником, не боялся ни тучи, ни грома», и три брата Канциберы, один из которых «был великий чаровник — умел заколдовывать свои деньги и никто не брал их». В ономастике сохранились наименования, связанные с этими людьми: Джерелевское урочище, Канциберовское озеро.
Всё вышеизложенное является видом фольклора и не имеет исторических подтверждений.

## Свойства и умение
Считалось, что характерники были сильными колдунами, способными останавливать сильное кровотечение, заговаривать пули, ловить пули голыми руками, ходить по воде и огню, часами находиться под водой, становиться невидимыми, гипнотизировать, появляться одновременно в нескольких местах и вызывать страшный ужас среди врагов. Характерники могли видеть будущее, воскрешать умерших и управлять погодой. 
Также в представлениях людей они имели некоторые свойства, которыми в мифологии обычно наделены вампиры и оборотни: люди верили, что при необходимости характерник может принимать образ животного, чаще всего медведя или волка, убить его можно только серебряной пулей. Также многие люди считали, что, чтобы характерник не мог воскреснуть, необходимо вбить кол в грудь трупа.
Умерших характерников хоронили чаще всего лицом вниз. Согласно историку Светлане Бессоновой, таким образом хоронили «опасных людей-колдунов, чьё посмертное влияние было нежелательным. Для этого их хоронили лицом вниз, чтобы солнце не коснулось их своим животворящим лучом». Одно из таких захоронений было обнаружено в 1936 году в так называемой «Архангельской могиле» возле села Архангельское Ясиноватского района Донецкой области.

## В искусстве и литературе
Характерник обладает положительным образом, поэтому его часто упоминали в различных произведениях в искусстве и литературе.
- Николай Гоголь упоминает в повести «Ночь перед Рождеством» казака-целителя Пацюка[4].
- Украинский художник Василий Корниенко написал картину «Характерник».
- Один из альбомов группы «Реанимация» называется «Характерник».
- В фильме «Тот, кто прошёл сквозь огонь» (М. Ильенко, 2012 г.) главный герой Иван Додока говорит, что его отец был «характерником».
- В цикле книг «Оборотный город» Андрея Белянина главный герой казак Илья Иловайский является «характерником».